# Земский переулок (Санкт-Петербург)
Зе́мский переулок — переулок в Приморском районе Санкт-Петербурга. Проходит от Главной улицы до улицы Щербакова.

## История
Переулок получил название 7 июля 1993 года. Прежде проходил от Вербной улицы до улицы Щербакова. 31 января 2017 года в его состав был включен новый участок до Главной улицы, построенный в 2014 году.

## Транспорт
Ближайшие к Земскому переулку станции метро — «Удельная» и «Озерки».
Ближайшие железнодорожные платформы — Озерки и Удельная.

## Перекрёстки
- Главная улица
- Вербная улица
- улица Щербакова